# Jean Starobinski
Jean Starobinski (Genebra, 17 de novembro de 1920 - Morges, 4 de março de 2019) foi um crítico literário, historiador das ideias e ensaísta suíço. Filho de pais poloneses, graduou-se na Universidade de Genebra em literatura clássica e medicina. Lecionou literatura francesa na Universidade Johns Hopkins, na Universidade da Basiléia e na Universidade de Genebra. De produção intelectual profícua, se interessou por variados temas, como a história das ideias, história da medicina, psiquiatria e linguística. Escreveu sobre Montaigne, Jean-Jacques Rousseau, Denis Diderot, Ferdinand de Saussure e a melancolia. Faleceu em 4 de março de 2019, aos 98 anos, na cidade suíça de Morges.

## Obras
Autor de diversos escritos, foram publicados no Brasil:
- 1789: os emblemas da razão (1988)
- Jean-Jacques Rousseau: transparência e obstáculo (1991)
- Montaigne em movimento (1993)
- As máscaras da civilização (2001)
- A tinta da melancolia (2016)